# Ruptura (canción)
«Ruptura» es una canción de la cantante y compositora mexicana Ximena Sariñana. Fue lanzada el 15 de marzo de 2015 a través de la discográfica Warner Music Group, como el segundo sencillo oficial de su tercer álbum de estudio No todo lo puedes dar (2014).

## Información de la canción
Fue escrita por la misma cantante junto con Mario Domm, vocalista de la banda Camila. La letra de la canción trata el tema del desamor y de una relación que termina.

## Video musical y sinopsis
El video musical de la canción se publicó el mismo día de su lanzamiento en su canal de YouTube. Al principio se le ve sentada a la cantante en un lugar abandonado junto con varias televisiones sin señal a su lado, después conforme empieza a cantar también empieza a caminar, a tocar el piano y hasta el final del vídeo está con un grupo de coristas que la acompañan.

## Lista de canciones
- 'Ruptura' (álbum versión) : 4:09[7]

## Posicionamiento en listas
| Lista (2014)                    | Mejor posición |
| ------------------------------- | -------------- |
| México (Billboard México)       | 33             |
| México (México Espanol Airplay) | 10             |